# Исак-бегова џамија
Исак-бегова џамија, позната и као Шарена џамија (Алаџа џамија) је џамија у Скопљу, стационирана у Старој скопској чаршији, у непосредној близини Бит-пазара. Саграђена је по наредби другог османског гувернера града Исак-бега, 1438. године.
Кроз историју џамија је претрпела велики број оштећена, неколико пута је била реновирана и поново грађена. У њеном саставу налазе се турбе, медреса, имарет и конаци у којима је Исак-бег основао једну од првих исламских библиотека у Европи, 1445. године.

## Порекло имена
Џамији је додељено име по њеном наручиоцу за изградњу, Исак-бегу, османског управитељу, војнику и скопском санџакбегу. Осим као Исак-бегова џамија, позната је и као Шарена џамија због шарених керамичких поличица које украшавају фасаду.

## Историја
Према сачуваним подацима, џамија је изграђена 1438. године, само две година након изградње Султан-Муратове џамије, а њену изградњу наредио је други османски гувернер града Скопља, Исак-бег. Првенствено је саграђена као гостионица, а према натписима у њој, зна се да је по наређењу Мехмеда, унука Исак-бега џамија била дограђивана, 1519. године, тако што су јој додата два брода. Објекат је претрпео велику штету у пожару 1689. године, када су разнобојне керамичке полочице, које су украшавале фасаду потпуно уништене. Џамија је значајно оштећена и за време земљотреса у Скопљу 1963. године, а обновљена је 1972. године, када су постављене нове украсне керамичке плочице.

## Архитектура
Објекат је скромне архитектуре, иако велике улазне капије садрже резбарене украсе са оријенталним мотивима. Првобитни изглед џамије није познат, али се претпоставља да је имала куполу са три отвора на њој. На северној страни џамије налази се пет отвора, а средњи део зграде прекривен је великом куполом, док се мање куполе налазе изнад бочних делова трема. Остали делови џамије и трем прекривени су полуцилиндричним сводовима. Трем је са свих страна затворен зидом, док се лукови ослањају на камене стубове квадратног облика. У зидовима са стране трема налазе се степеништа, једна воде до минарета, а друге до крова џамије. Унутрашњи део трема краси богата декорација сталактита, а ту се налази и михраб. На средњем луку трема налазила се богата декорација, а данас је сачуван само део ње. Џамија је изграђена од меког камена
Унутрашњост џамије је украшена разним обојеним украсима, а зидови са керамичким плочицама. Минарет је висок 30 m и налази се на десној страни главног улаза. Цео објекат изграђен је од добро обрађених камених блокова, украшених богатим декорацијама и плочама.
У дворишту џамије налази се шадрван. Између џамије и турбе налазило се гробље, а данас постоји неколико гробница из 16. и 19. века и оне имају велику историјску вредност за град. У прошлости, џамија је имала велики број турби, медреса, имарета и конака. Управо ту је Исак-бег основао једну од првих исламских библиотека у Европи, који ју је у свом сведочанству оставио као саставни део имовине џамије.
Турба унутар џамије је затвореног типа и има шестоугаону основу. Изграђена је са добро обрађеним каменом, а унутрашњост садржи украсну декорацију плаве и зелене боје. Медреса се састојала од десет соба и њој је живео и учио познати турски песник Исак Челебија, а осим верских настава, овде се учило о исламским законима, оријеналним језицима, филозофији и математици.

## Галерија
- Џамија 1917. године
- Минарет
- Турба у дворишту џамије
- Џамија и стари надгробни споменици